# Рейкьявик
Рейкья́вик (исл. Reykjavík, МФА: [ˈreiːcaˌviːk]о файле — Дымящаяся Бухта) — столица и крупнейший город, а также община Исландии. Административный центр столичного региона, входящий в него.
Население города — 134 010 жителей (на 2021 год), а включая города-спутники (столичную зону) — 238 170 человек, что составляет около 64 % всего населения страны (371 580).
Это самая северная в мире столица государства.

## Этимология
Топоним «Рейкьявик» на исландском языке дословно означает «дымящаяся бухта» (от исл. reyka — «дымиться», vik — «залив, бухта»). За дым первые поселенцы приняли пар, поднимающийся над горячими источниками, расположенными по берегам этого залива.

## История

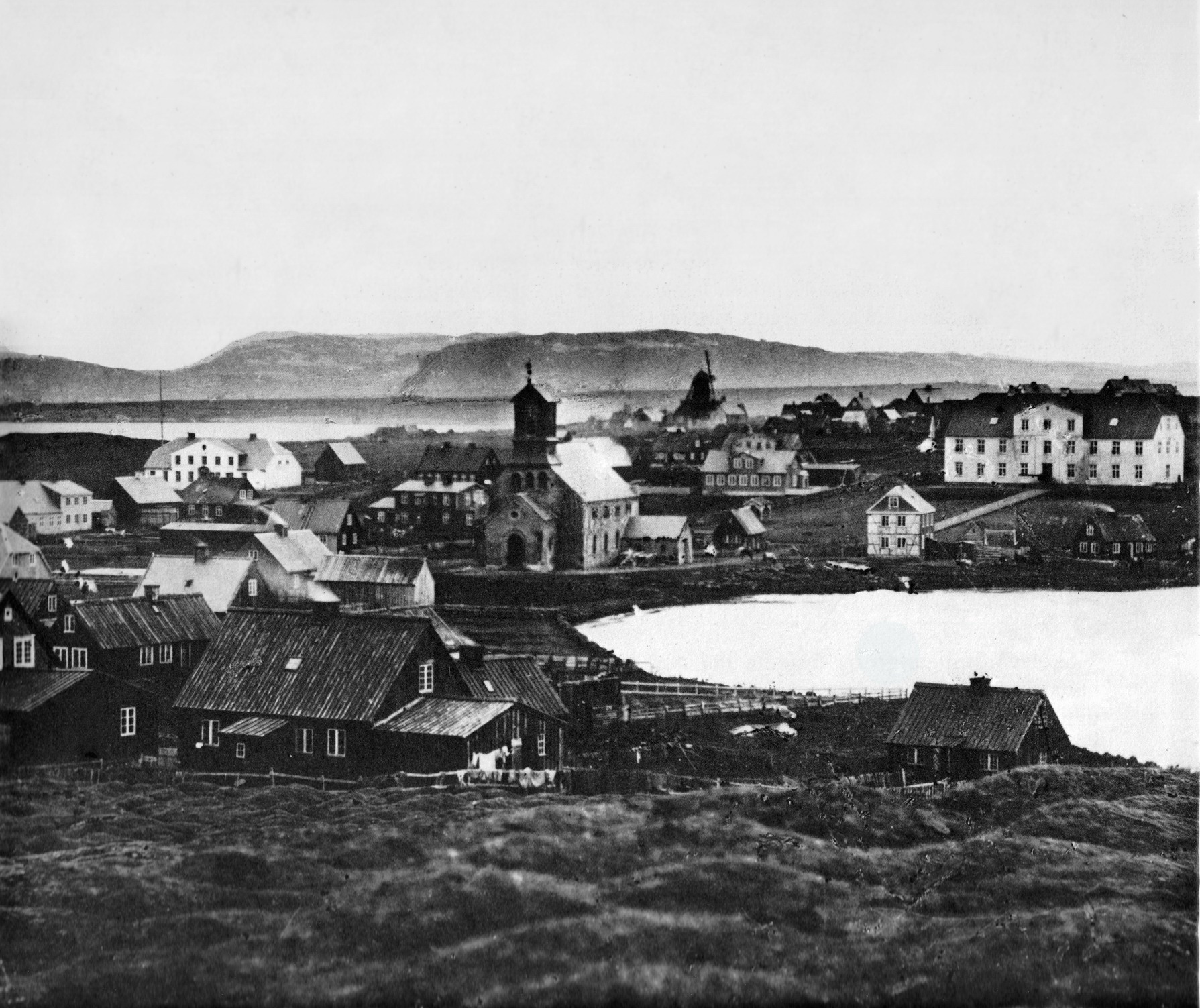
Рейкьявик в 1860-х годах

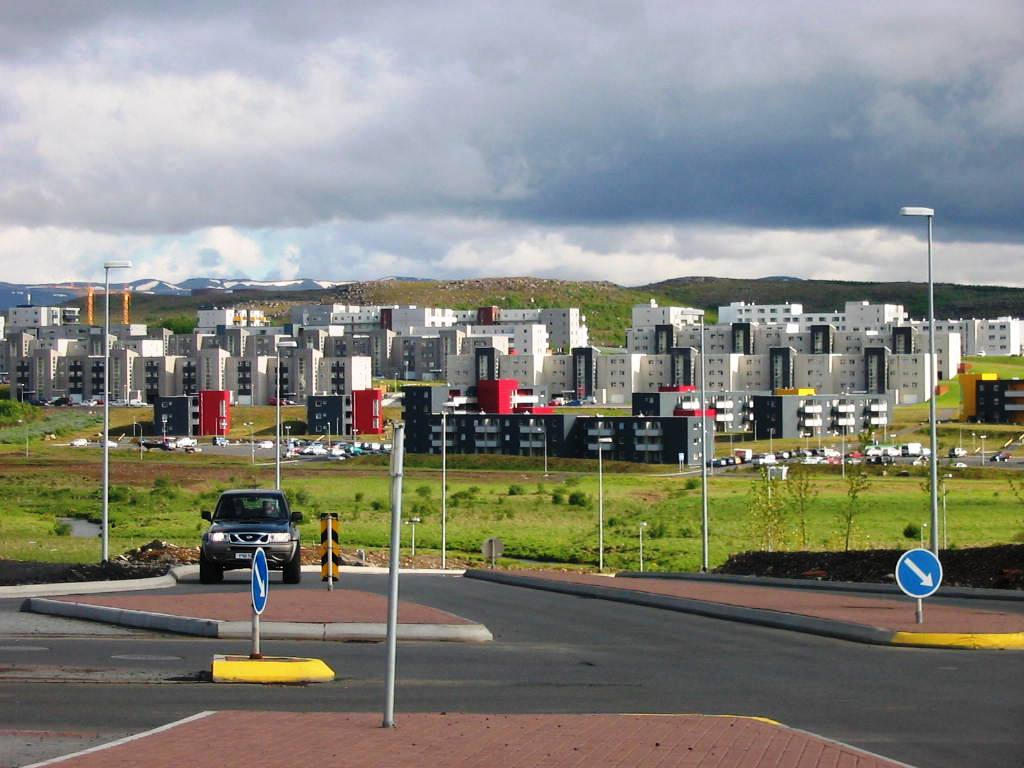
Новые жилые дома

Исландия была заселена норвежскими и кельтскими иммигрантами в течение конца IX и начала X веков. Согласно средневековой «Книге о заселении Исландии» (исл. Landnámabók), Ингольф Арнарсон, первый исландский поселенец, построил в 874 году свою ферму на полуострове, где сейчас расположен Рейкьявик. Место было названо Reykjavík («Дымная бухта») из-за столбов пара, которые поднимались от горячих источников и производили глубокое впечатление на поселенцев.
После установления власти норвежских королей над островом в 1262 году, Рейкьявик стал центром сбора дани и налогов, а также важным центром торговли с Норвегией, Англией и Ганзой. Административное и торгово-экономическое значение его усиливается после 1395 года, когда Исландия становится владением Дании. В 1627 году Рейкьявик был основательно разорён берберскими пиратами под предводительством Мурата-реиса младшего — голландца-ренегата Яна Янсона ван Харлема.
Много веков спустя — приблизительно в середине XVIII века — маленький городок начал вырастать возле фермы Рейкьявик благодаря королевскому казначею Скули Магнуссону, известному как «отец Рейкьявика»; он основал шерстяные мастерские в Рейкьявике в рамках своей деятельности по модернизации исландской экономики, что послужило толчком к началу развития Рейкьявика как города. Статус города Рейкьявик получил 18 августа 1786 года.
Исландский парламент — Альтинг — впервые собрался в 930 году на Полях тинга (Тингветлир) на юго-западе Исландии. В 1798 году альтинг был упразднён, но в 1845 году его воссоздали в Рейкьявике, где находились правительство страны и администрация. Когда Исландия добилась самоуправления, а затем и независимости от Дании, Рейкьявик стал столицей государства.
С ускорением экономического прогресса в XX веке рос и Рейкьявик, но особенно быстрое развитие он получил во второй половине XX века.
Во время Второй мировой войны Рейкьявик приобрёл стратегически важное значение для американских и английских судов, которые несли патрульную службу в водах Северной Атлантики. 10 мая 1940 года, после того как Нацистская Германия оккупировала Данию и Норвегию, британские войска высадились в Рейкьявике в ходе операции «Форк», не встретив никакого сопротивления. В декабре 1943 года закончился срок действия договора о личной унии Дании и Исландии, заключённого в 1918 году. 17 июня 1944 года Исландия была провозглашена независимой республикой, и её столицей официально был признан город Рейкьявик.

## География

### Географическое положение
Рейкьявик расположен в юго-западной части острова, на полуострове Сельтьяднарнес. Город расположен в зоне сдвига тектонических плит, поэтому для него характерны небольшие землетрясения. Через Рейкьявик протекает река Эдлидаау; она не судоходна, однако богата рыбой. Так как город находится недалеко от полярного круга, для него характерны очень светлые «белые ночи» летом и очень короткий (около 4 часов) световой день зимой.

### Климат

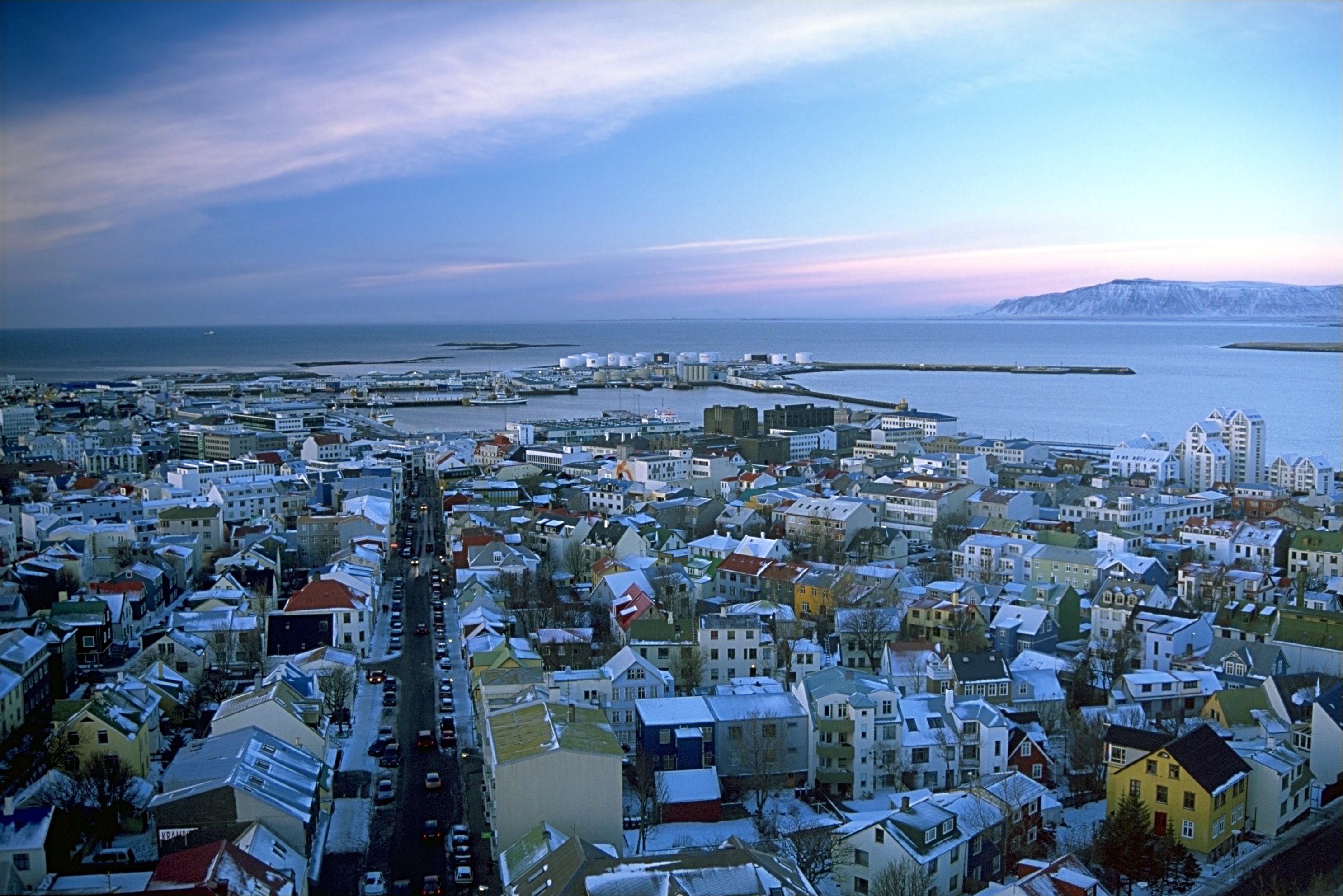
Рейкьявик зимой. Вид с башни Hallgrímskirkja. Фото 04.02.2003

Несмотря на то, что Рейкьявик находится на севере Атлантики, климат в городе намного благоприятнее, чем у многих других местностей, располагающихся на такой же широте (64°). Средняя зимняя температура сравнима с температурой Нью-Йорка. Зимой в столице Исландии температура редко опускается ниже −10 °C — всё это благодаря воздействию тёплых вод Гольфстрима. В России подобный климат можно наблюдать на острове Симушир.
Климат города — умеренный морской; зима мягкая, с оттепелями (средняя температура января — −1…+3 °C) благодаря влиянию течения Ирмингера, лето умеренно прохладное (средняя температура июля — +10…+13 °C). Осадков — 850 мм в год. Вода в заливе зимой не замерзает. Характерны частые перемены погоды.
| Показатель                    | Янв.  | Фев.  | Март  | Апр.  | Май  | Июнь | Июль | Авг. | Сен. | Окт.  | Нояб. | Дек.  | Год   |
| ----------------------------- | ----- | ----- | ----- | ----- | ---- | ---- | ---- | ---- | ---- | ----- | ----- | ----- | ----- |
| Абсолютный максимум, °C       | 11,6  | 10,2  | 14,2  | 17,1  | 20,6 | 22,4 | 25,7 | 24,8 | 20,1 | 15,7  | 13,3  | 12    | 25,7  |
| Средний суточный максимум, °C | 3,2   | 3,4   | 4,2   | 7     | 10   | 13   | 14,9 | 14   | 11,3 | 7,6   | 4,6   | 3,3   | 8     |
| Средняя температура, °C       | 0,7   | 0,6   | 1,2   | 3,7   | 6,7  | 9,8  | 11,6 | 11   | 8,5  | 4,9   | 2,2   | 0,8   | 5,1   |
| Средний суточный минимум, °C  | −1,5  | −1,8  | −1,1  | 1,3   | 4,1  | 7,4  | 9,3  | 8,7  | 6,3  | 2,8   | 0,1   | −1,4  | 2,8   |
| Абсолютный минимум, °C        | −19,7 | −17,6 | −16,4 | −16,4 | −7,7 | −0,7 | 1,4  | −0,4 | −4,4 | −10,6 | −15,1 | −16,8 | −19,7 |
| Норма осадков, мм             | 86    | 90    | 81    | 59    | 53   | 43   | 50   | 64   | 87   | 80    | 86    | 96    | 875   |
| Температура воды, °C          | 5     | 5     | 5     | 5,5   | 7    | 8    | 11   | 14   | 12   | 7     | 6     | 6     | 6,5   |
| Источник: Погода и климат     |       |       |       |       |      |      |      |      |      |       |       |       |       |

## Районы города

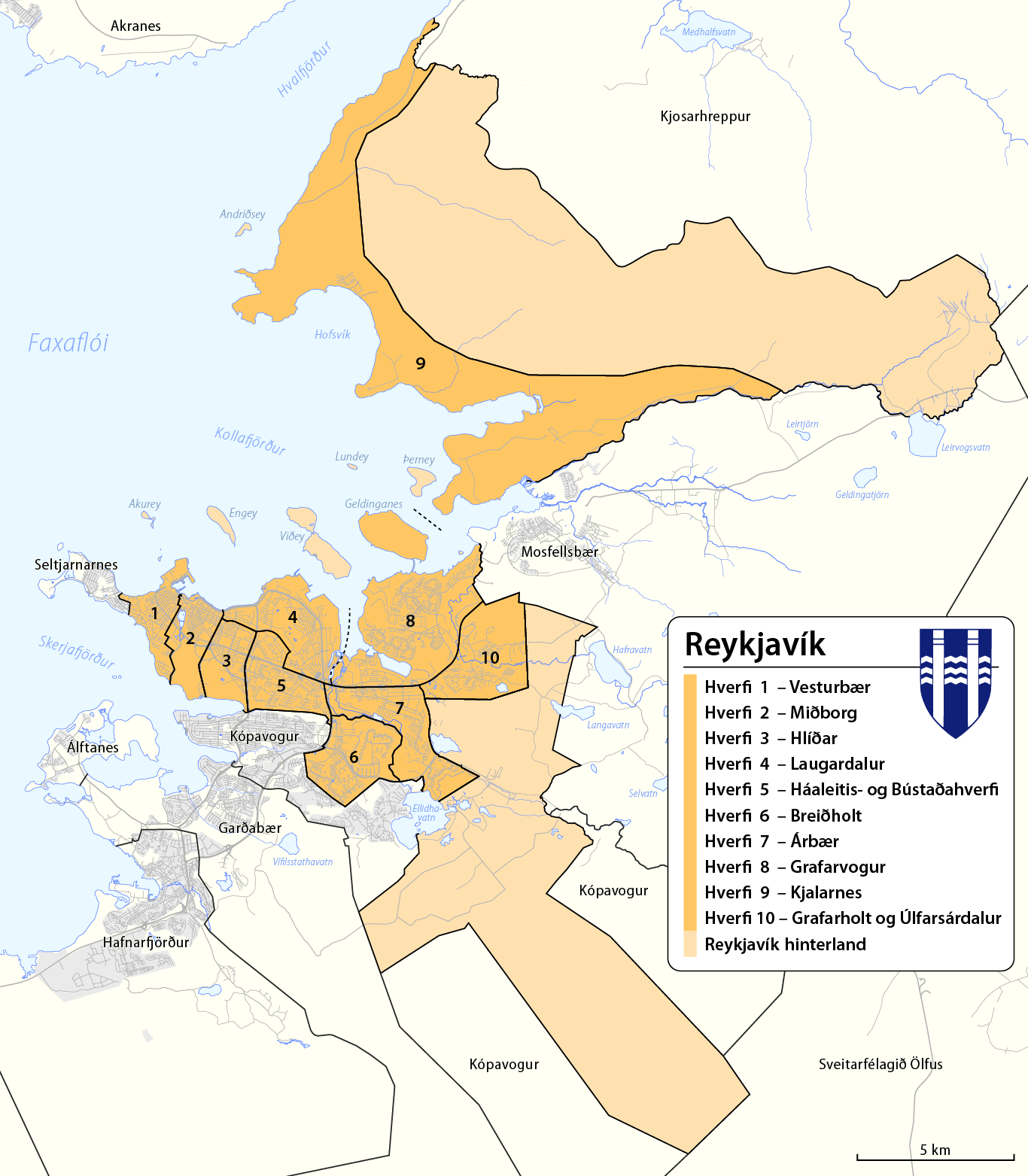
Карта районов Рейкьявика

Рейкьявик разделён на 10 административных районов:
1. Вестюрбайр (Vesturbær)
2. Мидборг (Miðborg)
3. Хлидар (Hlíðar)
4. Лёйгардалюр (Laugardalur)
5. Хауалейти-ог-Бустадир (Háaleiti og Bústaðir)
6. Брейдхольт (Breiðholt)
7. Аурбайр (Árbær)
8. Граварвогюр (Grafarvogur)
9. Кьяларнес (Kjalarnes)
10. Гравархольт-ог-Ульварсаурдалюр (Grafarholt og Úlfarsárdalur)

## Культура
В 2011 году Рейкьявик был назван ЮНЕСКО городом литературы.
Культурно-просветительские учреждения Рейкьявика включают национальную галерею, Национальный музей Исландии, Ботанический сад, Музей живого искусства, Фаллологический музей, концертный зал «Харпа», Музей искусств, Музей фотографии, Городской театр и Дом вулкана.

### Достопримечательности

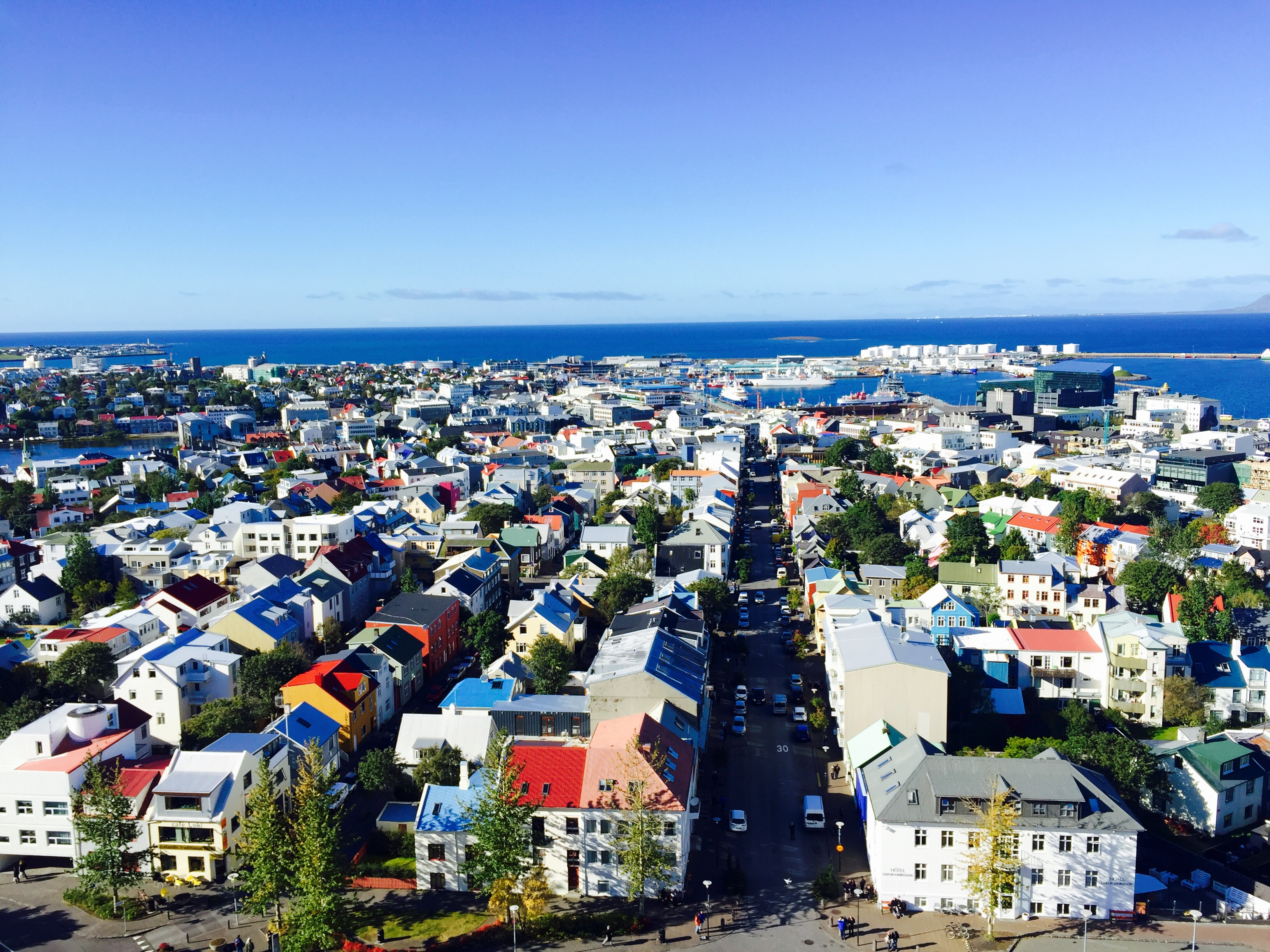
Центр города. Фото 13.09.2016

В Рейкьявике находятся здание альтинга и резиденция президента Бессастадир; здесь в особняке Хёвди во время «Исландского саммита» 1986 года встречались Михаил Горбачёв и Рональд Рейган.
В столице находится несколько церквей: Кафедральный собор Рейкьявика, Хадльгримскиркья, Свободная церковь Рейкьявика.
В черте города находится остров Видей, где расположены Башня Мира, музей, церковь, скульптуры и памятники. Также в черте Рейкьявика, на холме Оскюлид, стоит котельная Перлан со смотровой площадкой, зимним садом и гейзером внутри.
В окрестностях Рейкьявика можно найти следующие достопримечательности: церковь в городе Скаульхольт, отмеченная ЮНЕСКО долина Тингведлир, геотермальный городок Хверагерди, ледник Ватнайёкюдль.

## Образование
- Университет Рейкьявика
- Исландский университет

## Спорт
В течение XX века в Рейкьявике было проведено несколько международных спортивных соревнований. Среди них: матч за звание чемпиона мира по шахматам 1972 года между Борисом Васильевичем Спасским и Робертом Джеймсом Фишером и большинство матчей чемпионата мира по гандболу 1995 года.
В городе находятся несколько спортивных сооружений, важнейшим из которых является крупнейший в стране стадион «Лаугардалсвётлюр», вмещающий около 15 000 зрителей.
Уроженцами города являются многие известные исландские спортсмены: футболисты Эйдур Гудьонсен, Брюньяр Гуннарссон, Индриди Сигурдссон и Рагнар Сигурдссон, шахматисты Гудмундур Сигурьонссон и Хельги Олафссон и другие.
В Рейкьявике базируются 6 профессиональных футбольных клубов, выступающих в премьер-дивизионе и в первом дивизионе чемпионата Исландии по футболу: «Валюр», «Викингур», «Рейкьявик», «Филкир», «Фрам» и «Фьолнир». Кроме того, в городе есть несколько непрофессиональных футбольных и других спортивных команд, в том числе футбольный клуб для инвалидов.
В марте 2016 года Рейкьявик принял Юношеский чемпионат Европы по боулингу (EYC-2016). В турнире приняло участие 138 спортсменов из 26 стран Европы, в том числе 8 боулеров из России.
В Рейкьявике с 1984 года ежегодно в августе проходит международный марафон (полумарафон и забег на 10 км), участниками и победители которого становились известные легкоатлеты, в том числе призёры и победители Олимпийских игр на марафонской дистанции. Трасса соревнований сертифицирована AIMS.

## Города-побратимы
| Страна             | Город              | Год               | Примечания |
| ------------------ | ------------------ | ----------------- | ---------- |
| Азербайджан        | Баку               |                   |            |
| Литва              | Вильнюс            |                   |            |
| Канада             | Виннипег           | с 7 сентября 1971 |            |
| Польша             | Вроцлав            | с 26 марта 2017   |            |
| Армения            | Ереван             |                   |            |
| Нидерланды         | Зевенар            |                   |            |
| Венесуэла          | Каракас            |                   |            |
| Великобритания     | Кингстон-апон-Халл | с 23 апреля 1995  |            |
| Дания              | Копенгаген         |                   |            |
| Боливия            | Ла-Пас             |                   |            |
| Мексика            | Мехико             | с 4 августа 2014  |            |
| Россия             | Москва             |                   |            |
| Гренландия         | Нуук               |                   |            |
| Норвегия           | Осло               |                   |            |
| Россия             | Санкт-Петербург    |                   |            |
| США                | Сиэтл              | с 1986            |            |
| Швеция             | Стокгольм          |                   |            |
| Северная Македония | Струмица           |                   |            |
| Фарерские острова  | Торсхавн           |                   |            |
| Финляндия          | Хельсинки          |                   |            |